# Sojuz 28
Sojuz 28 è la denominazione di una missione della navicella spaziale Sojuz verso la stazione spaziale sovietica Saljut 6 (DOS 5). Si trattò del ventisettesimo volo equipaggiato di questa capsula, del quarantaseiesimo volo nell'ambito del programma Sojuz sovietico nonché del quarto volo equipaggiato verso la predetta stazione spaziale (il terzo equipaggiato che riuscì effettivamente a svolgere la manovra di aggancio con conseguente visita e soggiorno all'interno della stazione stessa).

## Equipaggio

### Equipaggio principale
| Ruolo                  | Equipaggio                             | Equipaggio                             |
| ---------------------- | -------------------------------------- | -------------------------------------- |
| Comandante             | Aleksej Gubarev, GCTC Secondo volo     | Aleksej Gubarev, GCTC Secondo volo     |
| Cosmonauta ricercatore | Vladimír Remek, Intercosmos Primo volo | Vladimír Remek, Intercosmos Primo volo |

### Equipaggio di riserva
| Ruolo                  | Equipaggio                  | Equipaggio                  |
| ---------------------- | --------------------------- | --------------------------- |
| Comandante             | Nikolaj Rukavišnikov, NPOE  | Nikolaj Rukavišnikov, NPOE  |
| Cosmonauta ricercatore | Oldrich Pelcák, Intercosmos | Oldrich Pelcák, Intercosmos |

## Missione
Questa missione viene anche catalogata sotto la denominazione di Saljut 6 EP-2 (in russo Экспедиция посещения 2 - equipaggio ospite 2). Infatti, l'equipaggio che visitò la stazione spaziale viene considerato come secondo „equipaggio ospite“, dato che l'equipaggio della Sojuz 26 ne formava l'equipaggio principale o base.
Con la visita della stazione spaziale da parte dell'intercosmonauta ceco Vladimír Remek, quale primo cosmonauta non di origine sovietica vennero allargate le possibilità operative della stazione spaziale. Pure gli Stati Uniti d'America non avevano, fino a tale data inviato astronauti nello spazio che non fossero di origine americana. Pertanto questo ennesimo primato sovietico venne ovviamente sfruttato per motivi propagandistici a favore degli Stati socialisti. Tutto il programma Intercosmos infatti fu basato sulla possibilità di consentire il primo volo nello spazio di un pilota di origine di uno Stato amico (od ospite che dir si voglia). Dall'altra parte non bisogna ridurre il programma esclusivamente a questi scopi propagandistici. Infatti i potenziali scientifici di questi Stati, dopo il lancio di primi satelliti artificiali di loro produzione ovviamente privi di equipaggio, venivano ampliati e sostenuti per l'esplorazione umana dello spazio. Un interscambio di tecnologia e potenziale umano sicuramente produttivo per tutti i paesi coinvolti. Le regole per l'organizzazione Intercosmos subirono continue variazioni e sviluppi per consentire il più facile raggiungimento dei traguardi prefissati. Sia la programmazione delle singole missioni, come pure lo sfruttamento dei risultati a scopi propagandistici (per esempio la collaborazione con la stampa internazionale) era basata sulle esperienze ottenute durante il programma test Apollo-Sojuz.

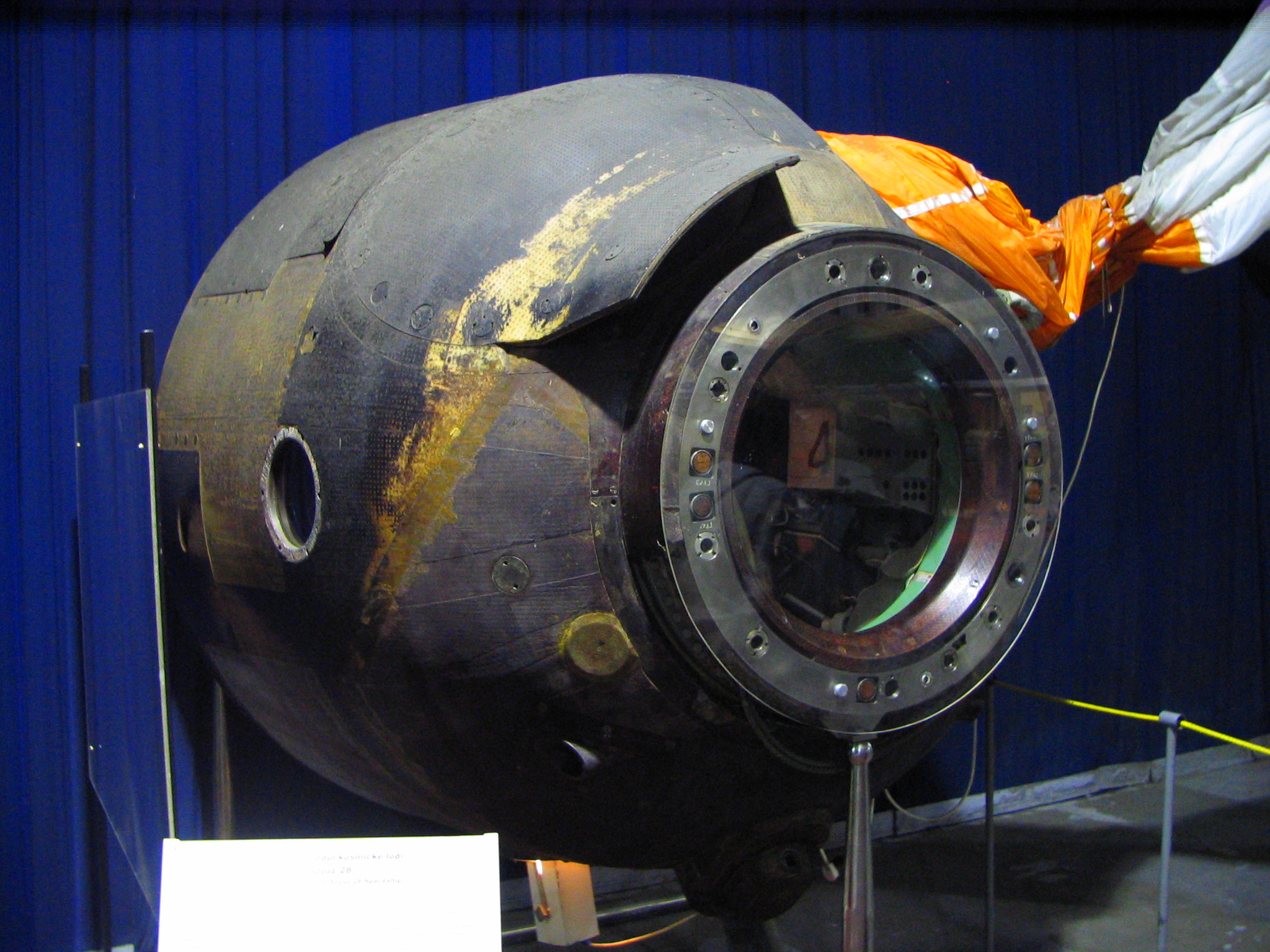
Capsula di rientro di Sojuz 28

Pertanto le missioni Intercosmos si svolgevano seguendo uno schema per lo più unitario. Non poteva infatti mai mancare la trasmissione in diretta del lancio e l'apoteosi di ogni missione, cioè il collegamento con i capi dello Stato con conseguente trasmissioni di saluti e messaggi d'augurio ai connazionali. Inoltre vennero eseguite delle osservazioni e la registrazione di immagini fotografiche (anche di carattere multispettrale mediante la fotocamera MKF 6) sempre del paese d'origine dell'intercosmonauta ospite. Non potevano mancare le analisi di carattere medico-biologico e vari esperimenti con prodotti tipici del paese ospite. La visita degli ospiti era precedentemente stata programmata di una durata di circa 7 giorni e 21,5 ore (con una tolleranza di solo +/- un'ora!). La preparazione a questa missione non impegnava un periodo prolungato, dato che vennero impegnati quasi esclusivamente piloti militari precedentemente addestrati nell'Unione Sovietica e pertanto padroneggianti la lingua russa.
I capi di partito (e pertanto di fatto capi di Stato) durante la missione Sojuz 28, che sepperò sfruttare al massimo questa prima collaborazione tra stati del Patto di Varsavia, furono il sovietico Leonid Il'ič Brežnev ed il cecoslovacco Gustáv Husák. Gli esperimenti effettuati dall'equipaggio a bordo della stazione avevano a che fare particolarmente con la scienza e la ricerca sulla composizione di vari materiali.
La missione si concluse il 10 marzo 1978 con l'atterraggio privo di problemi nella steppa del Kazakistan. Solo otto giorni più tardi avverrà l'atterraggio dell'equipaggio base Georgij Grečko e Jurij Romanenko. Particolarmente per quest'ultimo l'atterraggio fu più che benvenuto dato che soffriva di un'infiammazione gengivale, la quale non poté essere curata sufficientemente a bordo della stazione spaziale.

## Ulteriori dati di volo
- Denominazione Astronomica Internazionale: 1978-23

I parametri sopra elencati indicato i dati pubblicati immediatamente dopo il termine della fase di lancio. Le continue variazioni ed i cambi di traiettoria d'orbita sono dovute alle manovre di aggancio. Pertanto eventuali altre indicazioni risultanti da fonti diverse sono probabili ed attendibili in considerazione di quanto descritto.